# إليسون د. سميث
إليسون د. سميث (بالإنجليزية: Ellison D. Smith)‏ هو سياسي أمريكي، ولد في 1 أغسطس 1864 في الولايات المتحدة، وتوفي في 17 نوفمبر 1944 في نفس البلد. حزبياً، نشط في الحزب الديمقراطي. وقد انتخب عضو مجلس نواب كارولاينا الجنوبية وانتخب عضو مجلس الشيوخ الأمريكي.